# AJPW TV Six Man Tag Team Championship
L'AJPW TV Six Man Tag Team Championship que l'on peut traduire en championnat par équipes de trois télévision de l'AJPW est un championnat par équipes de trois utilisé par la All Japan Pro Wrestling (AJPW). Les premiers champions sont Black Menso-re, Carbell Ito et Takao Omori qui battent Daimonji So, Revlon et Ryouji Sai le 13 décembre 2020 pour devenir les premiers champions. Les champions actuels sont Chihiro Hashimoto (en), Shuji Ishikawa et Yuu (en).

## Histoire
Le 13 novembre 2020, la All Japan Pro Wrestling (AJPW) annonce la création prochaine du championnat par équipes de trois télévision de l'AJPW. Ce même jour, la fédération déclare dans un communiqué que Black Menso-re, Carbell Ito et Takao Omori vont affronter Daimonji So, Revlon et Ryouji Sai le 13 décembre 2020 dans un match pour désigner les premiers champions. Le 13 décembre, Black Menso-re, Carbell Ito et Takao Omori battent Daimonji So, Revlon et Ryouji Sai pour devenir les premiers champions.
| # | Champions                                                 | Règne | Date              | Durée     | Évènement                                                                                      | Lieu   | Notes | Réf    |
| - | --------------------------------------------------------- | ----- | ----------------- | --------- | ---------------------------------------------------------------------------------------------- | ------ | --- | ------ |
| 1 | Black Menso～re, Carbell Ito et Takao Omori               | 1     | 13 décembre 2020  | 195 jours | AJPW AJP Prime Night 2020                                                                      | Tokyo  | Ils battent Daimonji So, Revlon et Ryouji Sai pour devenir les premiers champions                                                         | [ 2 ]  |
| 2 | Total Eclipse (Hokuto Omori, Tajiri et Yusuke Kodama)     | 1     | 26 juin 2021      | 26 jours  | Champions Night ~ From The Land Of The Triple Crown Unification Flight To The 50th Anniversary | Tokyo  | | ,.     |
| 3 | Yoshitatsu, Seigo Tachibana et Carbell Ito (2)            | 1     | 22 juillet 2021   | 68 jours  | AJPW Summer Action Series 2021                                                                 | Tokyo  | | [ 5 ]  |
| - | Vacant                                                    | NC    | 28 septembre 2021 | NC        | NC                                                                                             | NC     | Le championnat est vacant à la suite d'une fracture du poignet de Carbell Ito                                                             | [ 6 ]  |
| 4 | Yoshitatsu (2), Seigo Tachibana (2) et Takayuki Ueki (en) | 1     | 16 octobre 2021   | 249 jours | AJPW Champions Night 2 ~ All Japan Pro Wrestling 20th Anniversary                              | Tokyo  | Ils battent Takao Omori, Kazuhiro Tamura et Raimu Imai pour devenir champions.                                                            | [ 7 ]  |
| - | Vacant                                                    | NC    | 22 juin 2022      | NC        | NC                                                                                             | NC     | Le championnat est abandonné par les champions.                                                                                           | [ 8 ]  |
| 5 | ATM (3), Black Menso～re (2) et Takao Omori (2)           | 2     | 14 mars 2023      | 166 jours | Dream Power Series 2023                                                                        | Tokyo  | Ils remportent les championnats vacants en battant Black Tiger, Yusuke Kodama et O Hanabatakemasa. ATM est le nouveau nom de Carbell Ito. | [ 9 ]  |
| 6 | Yukio Sakaguchi, Saki Akai (en) et Hideki Okatani (en)    | 1     | 27 août 2023      | 55 jours  | Royal Road Tournament                                                                          | Nagoya | Dans un match où les championnats par trio KO-D étaient également en jeu.                                                                 | [ 10 ] |
| 7 | Maya Yukihi (en), Mayumi Ozaki (en) et Suwama             | 1     | 21 octobre 2023   | 271 jours | AJPW 51st Anniversary Tour                                                                     | Tokyo  | | [ 11 ] |
| 8 | Chihiro Hashimoto (en), Shuji Ishikawa et Yuu (en)        | 1     | 18 juillet 2024   | 239 jours | Evolution Vol. 19                                                                              | Tokyo  | | [ 12 ] |